# 2MASS J15344984-2952274
2MASS J15344984-2952274 ist ein Brauner Zwerg der Spektralklasse T6 im Sternbild Waage. Er wurde 2002 von Adam J. Burgasser et al. entdeckt.